# 李琛 (唐朝)
李琛（6世纪？—620年），字仲宝，唐朝宗室，襄武郡王，唐高祖李渊的七叔李蔚的孙子，父亲李安。
李琛木讷少文。隋朝义宁初年，封襄武郡公，与太常卿郑元璹带着女伎聘问突厥始毕可汗，约为和亲。始毕可汗遣骨吐禄特勒随李琛入京献物，授予刑部侍郎。武德初年，封襄武王，历利州、蒲州、绛州三州总管。宋金刚攻陷浍州，稽胡多叛，李琛镇隰州，为政宽简，为夷夏所敬重。武德三年（620年），李琛去世，其子李俭袭王，例降为襄武郡公。

## 子孙
- 李俭，襄武郡公
  - 李温慎，字居士，银青光禄大夫、光禄卿[1]
    - 李某
      - 李全

  - 李某
    - 李某
      - 李捷
        - 李岱，郓州录事参军
          - 李昭明，润州丹徒县主簿
            - 李练，检校屯田员外郎、京兆府昭应县令
              - 李环，嫁承议郎、行河南府河南县主簿裴賨[2]

## 延伸阅读
[在维基数据编辑]
 《舊唐書·卷60》，出自刘昫《舊唐書》
 《新唐書·卷078》，出自《新唐書》